# Резолюция Совета Безопасности ООН 1754
Резолюция Совета Безопасности Организации Объединённых Наций №1754 была единогласно принята 30 апреля 2007 года, по итогам всех предыдущих резолюций по ситуации в Западной Сахаре. Данная резолюция продлила мандат Миссии Организации Объдинённых Наций по референдуму в Западной Сахаре на 6 месяцев, до 31 октября 2007 года.

## Содержание
Совет Безопасности ООН подтвердил необходимости полного и всестороннего решения вопроса относительно Западной Сахары, которая полностью решила вопрос самоопределения народа данной территории. Все стороны конфликта призывались к сотрудничеству с ООН, чтобы выйти из политического кризиса и найти решение данной ситуации.
В преамбуле резолюции также приветствуются «серьёзные и заслуживающие доверия» усилия Марокко по разрешению спора, а также предложение, представленное Фронтом ПОЛИСАРИО.
Все стороны были призваны соблюдать военные соглашения, достигнутые с МООНРЗС в отношении прекращения огня, и вступить в переговоры без предварительных условий. Государствам-членам было предложено рассмотреть возможность внесения вклада в меры укрепления доверия для облегчения более тесных личных контактов, таких как посещения родственников. Мандат МООНРЗС был продлён, и генеральный секретарь ООН Пан Ги Мун поручил сообщить о ситуации в Западной Сахаре к 30 июня 2007 года. Кроме того, ему также было поручено обеспечить более строгое соблюдение политики абсолютной нетерпимости к сексуальной эксплуатации персонала МООНРЗС.

## Итог
Согласно голосованию, мандат был продлён до 31 октября 2007 года.